# Chaptalia stenocephala
Chaptalia stenocephala là một loài thực vật có hoa trong họ Cúc. Loài này được (Griseb.) Urb. mô tả khoa học đầu tiên năm 1903.